# Mala Loka pri Višnji Gori
Mala Loka pri Višnji Gori este o localitate din comuna Grosuplje, Slovenia, cu o populație de 40 de locuitori.